# 路·塞茲
路·塞茲（英語：Lou Thesz，1916年4月24日—2002年4月28日），本名阿洛伊修斯·馬丁·路·塞茲（Aloysius Martin "Lou" Thesz），是美國職業摔角手。曾奪得6次世界重量級冠軍，包括3次NWA世界重量級冠軍。他同時也是保有NWA冠軍王座總日數的紀錄保持人，合計10年3個月又9天（3,749天）。

## 生平
在他的許多成就中，最值得一提的是他發明了許多職業摔角的招式，例如腹背抱腰式背摔（即德式背摔）、塞茲式壓制、STF、元祖炸彈摔等。
他被普遍認為是20世紀最偉大的職業摔角手之一。

## 外部連結
- Lou Thesz Profile - Online World of Wrestling（英文）
- 路·塞茲在互联网电影资料库（IMDb）上的資料（英文）